# Jan ze Środy
Jan ze Środy (również Ioannes de Novoforo, Johannes Noviforensis (de Alta Muta), niem. Johannes von Neumarkt) (ur. ok. 1310 Środa Śląska, zm. 24 grudnia 1380 Modřice na Morawach) – kanclerz cesarza Karola IV, biskup, pisarz, humanista i miłośnik nauki.

## Pochodzenie
Jego rodzice Mikołaj i Małgorzata byli mieszczanami. Brat Maciej został cystersem, biskupem pomocniczym w diecezji litomyskiej oraz biskupem pomocniczym we Wrocławiu. Starsza siostra poślubiła Rudolfa, sędziego w Vysokim Mýcie. Ich syn był w 1394 dziekanem uniwersytetu praskiego. Jan studiował we Włoszech.

## Kariera
Przez wiele lat (1357–1374) był kanclerzem cesarza Karola IV. Pełnił funkcję biskupa Litomyśla jako Jan II (1353–1364), następnie Ołomuńca jako  Jan IX (1364–1380). Po śmierci w 1376 biskupa wrocławskiego Przecława z Pogorzeli był kandydatem cesarza Karola IV i papieża Grzegorza XI na ten urząd. Jednak kapituła wybrała Teodora z Klatowej, którego zatwierdził antypapież Klemens VII. Po ponownym wyborze w 1380 został biskupem-elektem, lecz zmarł nie doczekawszy się na zatwierdzenie przez papieża Urbana VI.

## Prace
Łacińskie
- Cancellaria Joannis Noviforensis episcopi Olomucensis
- Summa cancellariae Caroli IV
- Collectarius perpetuarum formarum
- Rubrica ecclesiae Olomucensis iuxta consuetudinem antiquam

Niemieckie
- Buch der Liebkosung
- Das Leben des heiligen Hieronymus